# Giuseppe Palumbo
Giuseppe Palumbo (* 10. September 1975 in Syrakus) ist ein ehemaliger italienischer Radrennfahrer.
1992 sowie 1993 wurde Giuseppe Palumbo Junioren-Weltmeister im Straßenrennen. Ab 1998 fuhr er für das Team Riso Scotti-MG Maglificio. Nach zwei Jahren wechselte er zu Amica Chips-Tacconi Sport und nach einem weiteren Jahr zu De Nardi. Hier gewann er 2002 den GP Kanton Aargau und im darauf folgenden Jahr eine Etappe der Ligurien-Rundfahrt. Seit 2004 fährt Palumbo für das italienische Professional Continental Team Acqua & Sapone. Bei der Österreich-Rundfahrt 2005 konnte er die Sprintwertung für sich entscheiden. Fünfmal startete er beim Giro d’Italia, jedoch ohne nennenswerte Platzierung. 

## Erfolge
2002
- GP Kanton Aargau

2003
- eine Etappe Ligurien-Rundfahrt

2007
- eine Etappe Tour de la Région Wallonne

## Teams
- 1998 Riso Scotti-MG Maglifcio
- 1999 Riso Scotti-Vinavil
- 2000 Amica Chips-Tacconi Sport
- 2001–2002 De Nardi-Pasta Montegrappa
- 2003 De Nardi-Colpack
- 2004 Acqua & Sapone-Caffe Mokambo
- 2005 Acqua & Sapone-Adria Mobil
- 2006–2007 Acqua & Sapone